# Необикновените приключения на Карик и Валя (филм)
Необикновените приключения на Карик и Валя (на руски: Необыкновенные приключения Карик и Вала) е съветски детски двусериен фантастичен игрален филм, режисиран от Валерий Родченко в студиото Ленфилм през 1987 г., базиран на одноименния роман на Ян Лари.

## Сюжет
Брат и сестра, Карик и Валя, влизайки в апартамента на съсед, професор Енотов, откриват необичаен еликсир и след като го изпиват, намаляват се до размера на насекоми, след което се озовават в градски парк, който сега е пълен с опасности за тях. 
Докато неутешимите родители и полицията ги издирват, професорът разбира къде са изчезнали децата и след като изпива еликсира, се свива и тръгва да ги търси. След като се срещна с децата, ученият води децата към спасението, като по пътя говори за живота на насекомите и други животни, обяснявайки основите на екологията.

## Създатели
- Сценарий — Александър Александров
- Продукция — Валери Родченко
- Производствени оператори — Олег Куховаренко, Игор Плаксин
- Художник — Вера Зелинска
- Композитор — Виктор Бабушкин

## В ролите
- Васил Ливанов е професор Иван Хермогенович Енотов
- Анна Дикул - Валя
- Альоша Черцов — Карик
- Олена Попова е Олена, майката на Карик и Вали
- Виктор Михайлов е бащата на Виктор, Карика и Вали
- Олга Волкова е баба
- Михаил Светин — фотограф Андрей Иванович Шмид
- Леонид Ярмолник — район Француцов
- Владимир Воробьов е полковник от милицията